# Jeremy Swift
Jeremy Swift, född 1960 i Stockton-on-Tees, Yorkshire, är en engelsk skådespelare. 
Han är bland annat känd för sin medverkan i Roman Polanskis filmatisering av Oliver Twist och i TV-serierna Downton Abbey och Det blodröda fältet.

## Filmografi i urval
- 2001 – Gosford Park
- 2005 – Oliver Twist
- 2007 – Boy A
- 2014 – Det blodröda fältet (TV-serie)
- 2018 – Mary Poppins kommer tillbaka